# Antonino La Gumina
Antonino La Gumina (Palermo, 6 marzo 1996) è un calciatore italiano, attaccante della Sampdoria.

## Biografia
Nato a Palermo, ha trascorso la primissima infanzia nel quartiere di Tommaso Natale e successivamente si è trasferito a Carini.
Sposato, ha due figlie.
L'11 luglio 2025 diviene socio dell'Athletic Club Palermo, squadra siciliana neopromossa in Serie D.

## Carriera

### Club

#### Palermo: giovanili e prima squadra
Ha iniziato a giocare a calcio nel Capaci, squadra dell'omonimo comune siciliano, da dove nel 2006 si trasferisce al settore giovanile del Palermo in cui gioca dai pulcini alla prima squadra.
Esordisce in Serie A il 4 aprile della stagione 2014-2015, nella partita casalinga contro il Milan, sostituendo Mato Jajalo ad un minuto dalla fine.
Con la primavera del Palermo riesce ad arrivare fino alla finale del Torneo di Viareggio 2016, persa tra grandi polemiche contro la Juventus, riuscendo comunque ad aggiudicarsi i titoli di Golden Boy e di capocannoniere del torneo.
Nel biennio 2014-2016 si mette in mostra come uno dei giovani italiani più promettenti, realizzando 45 goal in 59 presenze con la primavera rosanero e raccogliendo inoltre altre 3 presenze in Serie A, nel 2015-2016, dopo l’esordio dell'anno precedente.

#### Prestito alla Ternana
La Gumina, nell'estate 2016, lascia le giovanili e il 19 luglio dello stesso anno, per giocare con più continuità, passa in prestito alla Ternana. Esordisce con la squadra rossoverde nel 2º Turno della Coppa Italia contro il Pordenone, confezionando l'assist dell'1-0 e segnando il gol del definitivo 2-0, mentre in campionato debutta già alla prima giornata contro il Cittadella e mette a segno la sua prima rete stagionale il 17 ottobre contro il Trapani (2-2). Nel mese di novembre si infortuna al crociato durante una sessione di allenamento che lo terrà fuori dal campo per buona parte della stagione, rientrando solo nel finale di campionato, ma contribuendo, comunque, alla storica salvezza delle Fere.

#### Ritorno al Palermo
Alla fine dell'annata, dopo aver concluso con due gol e 17 presenze totali all'attivo con il club umbro, fa ritorno al Palermo.
Il 12 agosto, a Torino, poco dopo l’ingresso in campo, segna il suo primo goal in rosanero nel match di Coppa Italia pareggiato contro il Cagliari, poi perso ai rigori 4-2. Debutta da titolare nella seconda giornata (Brescia-Palermo 0-0). L’8 ottobre segna il suo primo goal in campionato contro il Parma (1-1). Rompe il digiuno il 17 marzo, tornando al goal contro il Novara. Si ripete nelle due giornate successive rispettivamente contro il Carpi e la Virtus Entella.
Il 5 maggio 2018, nella partita giocata contro la Ternana (sua ex squadra) e alla cinquantesima presenza tra i professionisti, realizza la sua prima doppietta in carriera. Alla fine della stagione il Palermo si piazza al quarto posto finale in graduatoria, accedendo dunque ai play-off promozione.
Malgrado La Gumina si sia dimostrato uno dei giocatori più in forma nella parte finale della stagione, andando a segno sia in semifinale contro il Venezia che nella finale d'andata vinta contro il Frosinone, per il club siciliano sfuma la promozione in Serie A per l'anno 2018-2019, a causa della sconfitta nella finale di ritorno in trasferta (2-0). 
In totale Nino ha collezionato 2 presenze in Coppa Italia condite da una rete, 29 presenze con 9 reti in campionato e 4 presenze con 2 reti nei play-off.

#### Empoli
Dopo l'annata con i siciliani, chiusa con un grande exploit, gli si sono dunque rispalancate le porte della Serie A.
Dopo essere stato molto vicino alla Sampdoria, il 6 luglio 2018 si trasferisce all'Empoli, neopromosso in massima serie, per una cifra intorno ai 9 milioni di euro.
Il 12 agosto fa il suo debutto con i toscani in Coppa Italia, nella partita col Cittadella, persa per 0-3. Dopo un avvio difficile, torna titolare con l’arrivo ad Empoli di Giuseppe Iachini (tecnico che l’ha fatto esordire in Serie A nel 2015). Il 25 novembre realizza il suo primo gol nel massimo livello calcistico, avviando la rimonta empolese ai danni dell'Atalanta (3-2).
La stagione d'esordio, però, si concluderà con un misero bottino di 2 gol e con un infortunio che gli farà chiudere anzitempo l'anno in massima categoria, terminato infine con la retrocessione nei cadetti.
Con gli empolesi rimane anche nella stagione successiva, realizzando il suo primo goal in campionato nella gara d’esordio contro la Juve Stabia, procurandosi e trasformando il rigore del 2-1 finale.

#### Sampdoria
Il 31 gennaio 2020 si trasferisce in prestito alla Sampdoria per 18 mesi con obbligo di riscatto da parte dei blucerchiati fissato a 6 milioni. Esordisce con i liguri l'8 febbraio, subentrando nel finale a Fabio Quagliarella nella partita vinta per 3-1 in casa del Torino. Dopo la pausa causata dalla pandemia di COVID-19, di cui rimane colpito, torna in campo in occasione del recupero della ventiseiesima giornata di Serie A (giocatosi il 21 giugno). Nell’occasione, giocando da titolare a San Siro contro l’Inter, festeggia la centesima presenza tra i professionisti con le squadre di club.
Nella stagione 2020/2021 gioca la sua prima partita il 27 ottobre, in Coppa Italia contro la Salernitana, segnando il decisivo 1-0 che coincide peraltro con il suo primo goal con la maglia blucerchiata. Tuttavia trova poco spazio nel corso della stagione.

#### Como e Benevento
Il 18 agosto 2021 viene ceduto in prestito con diritto di riscatto (fissato a 6 milioni di euro) al Como. Il 3 ottobre segna la prima rete con i lariani, nel successo per 4-2 in casa del Brescia. 
Il 26 luglio 2022 passa in prestito al Benevento.Il 3 settembre segna la prima rete con i sanniti portando il vantaggio la squadra in casa del Venezia, nella partita poi vinta per 2-0. 

#### Rientro in Liguria e presti al Mirandés e al Cesena
Per la stagione 2023-2024 torna alla Sampdoria, nel frattempo retrocessa in cadetteria, segnando subito alla prima giornata, il 19 agosto, nella sfida vinta 1-2 sul campo della Ternana.
Il 1º febbraio 2024 viene ceduto in prestito al Mirandés, in seconda serie spagnola.
A fine prestito fa ritorno ali blucerchiati, con cui milita sino al 9 gennaio 2025, giorno in cui passa in prestito con diritto di riscatto al Cesena. Il 25 gennaio 2025 segna la sua prima rete con i romagnoli, su calcio di rigore, firmando il definitivo pareggio casalingo contro il Bari. 

### Nazionale
Nel 2016, durante i suoi esordi con la primavera del Palermo e con la Ternana, è stato convocato dalla nazionale Under-20 Italiana, totalizzando 3 presenze e 2 gol messi a segno. Mentre nel 2017 viene convocato con la B Italia segnando nella sua unica presenza una rete.
Il 15 novembre 2018 debutta con la nazionale Under-21 italiana, nell'amichevole disputata a Ferrara contro i pari età dell'Inghilterra.

## Statistiche

### Presenze e reti nei club
Statistiche aggiornate al 17 maggio 2025.
| Stagione         | Squadra          | Campionato       | Campionato | Campionato | Coppe nazionali | Coppe nazionali | Coppe nazionali | Coppe continentali | Coppe continentali | Coppe continentali | Altre coppe | Altre coppe | Altre coppe | Totale | Totale |
| Stagione         | Squadra          | Comp             | Pres       | Reti       | Comp            | Pres            | Reti            | Comp               | Pres               | Reti               | Comp        | Pres        | Reti        | Pres   | Reti   |
| ---------------- | ---------------- | ---------------- | ---------- | ---------- | --------------- | --------------- | --------------- | ------------------ | ------------------ | ------------------ | ----------- | ----------- | ----------- | ------ | ------ |
| 2014-2015        | Palermo          | A                | 1          | 0          | CI              | -               | -               | -                  | -                  | -                  | -           | -           | -           | 1      | 0      |
| 2015-2016        | Palermo          | A                | 3          | 0          | CI              | 0               | 0               | -                  | -                  | -                  | -           | -           | -           | 3      | 0      |
| 2016-2017        | Ternana          | B                | 15         | 1          | CI              | 2               | 1               | -                  | -                  | -                  | -           | -           | -           | 17     | 2      |
| 2017-2018        | Palermo          | B                | 29+4       | 9+2        | CI              | 2               | 1               | -                  | -                  | -                  | -           | -           | -           | 35     | 12     |
| Totale Palermo   | Totale Palermo   | Totale Palermo   | 33+4       | 9+2        |                 | 2               | 1               |                    | -                  | -                  |             | -           | -           | 39     | 12     |
| 2018-2019        | Empoli           | A                | 22         | 2          | CI              | 1               | 0               | -                  | -                  | -                  | -           | -           | -           | 23     | 2      |
| 2019-gen. 2020   | Empoli           | B                | 17         | 4          | CI              | 2               | 0               | -                  | -                  | -                  | -           | -           | -           | 19     | 4      |
| Totale Empoli    | Totale Empoli    | Totale Empoli    | 39         | 6          |                 | 3               | 0               |                    | -                  | -                  |             | -           | -           | 42     | 6      |
| gen.-ago. 2020   | Sampdoria        | A                | 5          | 0          | CI              | -               | -               | -                  | -                  | -                  | -           | -           | -           | 5      | 0      |
| 2020-2021        | Sampdoria        | A                | 9          | 0          | CI              | 2               | 1               | -                  | -                  | -                  | -           | -           | -           | 11     | 1      |
| 2021-2022        | Como             | B                | 34         | 9          | CI              | -               | -               | -                  | -                  | -                  | -           | -           | -           | 34     | 9      |
| 2022-2023        | Benevento        | B                | 27         | 3          | CI              | 1               | 0               | -                  | -                  | -                  | -           | -           | -           | 28     | 3      |
| 2023-feb. 2024   | Sampdoria        | B                | 12         | 2          | CI              | 2               | 0               | -                  | -                  | -                  | -           | -           | -           | 14     | 2      |
| feb.-giu. 2024   | Mirandés         | SD               | 16         | 1          | CR              | -               | -               | -                  | -                  | -                  | -           | -           | -           | 16     | 1      |
| 2024-gen. 2025   | Sampdoria        | B                | 9          | 0          | CI              | 1               | 0               | -                  | -                  | -                  | -           | -           | -           | 10     | 0      |
| Totale Sampdoria | Totale Sampdoria | Totale Sampdoria | 35         | 2          |                 | 5               | 1               |                    | -                  | -                  |             | -           | -           | 40     | 3      |
| gen.-giu. 2025   | Cesena           | B                | 11+1       | 2+0        | CI              | -               | -               | -                  | -                  | -                  | -           | -           | -           | 12     | 2      |
| Totale carriera  | Totale carriera  | Totale carriera  | 210+5      | 33+2       |                 | 13              | 3               |                    | -                  | -                  |             | -           | -           | 228    | 38     |

### Cronologia presenze e reti in nazionale
| Cronologia completa delle presenze e delle reti in nazionale ― Italia under 21 | Cronologia completa delle presenze e delle reti in nazionale ― Italia under 21 | Cronologia completa delle presenze e delle reti in nazionale ― Italia under 21 | Cronologia completa delle presenze e delle reti in nazionale ― Italia under 21 | Cronologia completa delle presenze e delle reti in nazionale ― Italia under 21 | Cronologia completa delle presenze e delle reti in nazionale ― Italia under 21 | Cronologia completa delle presenze e delle reti in nazionale ― Italia under 21 | Cronologia completa delle presenze e delle reti in nazionale ― Italia under 21 |
| Data                                                                           | Città                                                                          | In casa                                                                        | Risultato                                                                      | Ospiti                                                                         | Competizione                                                                   | Reti                                                                           | Note                                                                           |
| ------------------------------------------------------------------------------ | ------------------------------------------------------------------------------ | ------------------------------------------------------------------------------ | ------------------------------------------------------------------------------ | ------------------------------------------------------------------------------ | ------------------------------------------------------------------------------ | ------------------------------------------------------------------------------ | ------------------------------------------------------------------------------ |
| 15-11-2018                                                                     | Ferrara                                                                        | Italia under 21                                                                | 1 – 2                                                                          | Inghilterra under 21                                                           | Amichevole                                                                     | -                                                                              | 65’                                                                            |
| 19-11-2018                                                                     | Reggio Emilia                                                                  | Italia under 21                                                                | 1 – 2                                                                          | Germania under 21                                                              | Amichevole                                                                     | -                                                                              | 70’                                                                            |
| Totale                                                                         |                                                                                | Presenze                                                                       | 2                                                                              |                                                                                | Reti                                                                           | 0                                                                              |                                                                                |

| Cronologia completa delle presenze e delle reti in nazionale ― Italia under 20 | Cronologia completa delle presenze e delle reti in nazionale ― Italia under 20 | Cronologia completa delle presenze e delle reti in nazionale ― Italia under 20 | Cronologia completa delle presenze e delle reti in nazionale ― Italia under 20 | Cronologia completa delle presenze e delle reti in nazionale ― Italia under 20 | Cronologia completa delle presenze e delle reti in nazionale ― Italia under 20 | Cronologia completa delle presenze e delle reti in nazionale ― Italia under 20 | Cronologia completa delle presenze e delle reti in nazionale ― Italia under 20 |
| Data                                                                           | Città                                                                          | In casa                                                                        | Risultato                                                                      | Ospiti                                                                         | Competizione                                                                   | Reti                                                                           | Note                                                                           |
| ------------------------------------------------------------------------------ | ------------------------------------------------------------------------------ | ------------------------------------------------------------------------------ | ------------------------------------------------------------------------------ | ------------------------------------------------------------------------------ | ------------------------------------------------------------------------------ | ------------------------------------------------------------------------------ | ------------------------------------------------------------------------------ |
| 26-4-2016                                                                      | Legnano                                                                        | Italia under 20                                                                | 2 – 0                                                                          | Danimarca under 20                                                             | Amichevole                                                                     | 1                                                                              |                                                                                |
| 6-10-2016                                                                      | Gorgonzola                                                                     | Italia under 20                                                                | 3 – 0                                                                          | Polonia under 20                                                               | Torneo Quattro Nazioni                                                         | -                                                                              |                                                                                |
| 11-10-2016                                                                     | Seregno                                                                        | Svizzera under 20                                                              | 4 – 2                                                                          | Italia under 20                                                                | Torneo Quattro Nazioni                                                         | 1                                                                              |                                                                                |
| Totale                                                                         |                                                                                | Presenze                                                                       | 3                                                                              |                                                                                | Reti                                                                           | 2                                                                              |                                                                                |

## Palmarès

### Individuale
- Capocannoniere del Torneo di Viareggio: 1

2016 (9 gol)
- Golden Boy del Torneo di Viareggio: 1

2016